# Mani Nouri
Mani Nouri (en persa: مانی نوری‎; Teherán, Irán) es un actor y director iraní. Ha trabajado en modernos proyectos visuales desde el año 2006. Mani Nouri ha sido reconocido como el segundo mejor actor de la década en Irán.

## Carrera profesional
Se inició como actor a la edad de 6 años en la serie de televisión  Zizigooloo.  Zizigooloo se convirtió en una de las series más populares en Irán y en la cultura iraní. Posteriormente, ha participado en películas como Sweet Jam y Dear, I am not in Tune. Ha sido premiado por el festival cinematográfico Ishafan y por la televisión nacional iraní. En el teatro, ha actuado junto a Davood Rashidi (Richard the Third). Su carrera como director se inició en 2003-2004 cuando dirigió el cortometraje The Tree Pain.

## Serie de televisión
- 1994: Tabeta a.k.a Zizigooloo, dirigido por  Marzie Boroomand
- 1995: Jong 77, dirigido por Mehran Modiri
- 1996: Hotel,[8] dirigido por Marzie Boroomand
- 1998: Gholamhosseinkhan, dirigido por Marzie Boroomand
- 1999: Tehran 11,[9] dirigido por Marzie Boroomand
- 2000: La Maison,[10] dirigido por Masood Keramati
- 2001: Nowrooz Stories, dirigido por Marzie Boroomand and Masood Keramati
- 2002: Afagh Mother's House, dirigido por Rasoul Najafian
- 2002-3: Stars, Mani Nouri
- 2003: The Magic Land,[11] Directed by Siamak Shayeghi
- 2007: Innocent, Mani Nouri
- 2010-2011: Us, Mani Nouri
- 2012: Yallan, Mani Nouri
- 2013: Hate on sale, Directed by Khez
- 2014: The Last Game,[12] dirigido por Hossein Soheilizadeh

## Filmografía
- 1994: Escape from Life, dirigido por Basha Art Group
- 1999: Telephone, dirigido por Masoud Keramati
- 2000: Sweet Jam,[13][14] directed by Marzie Boroomand
- 2001: Chérie, je ne suis pas dans mon assiette (aka Dear, i am not in tune),[15] dirigido por Mohammad Reza Honarmand
- 2013: Mad House, Mathilda Ghezelkhoo
- 2014: City of Mice 2, Voice of Blacky, Marzieh Boroomand

## teatro
- 1999-2000: Richard III, dirigido por Davood Rashidi
- 2008-2009: le monde de la rue (aka Street People)

## Películas y espectáculos
- 2000: Hasan Kachal
- 2003: The Green Planet

## El escritor y director
- 2002-2003: Saint-Paul et ses adultes
- 2003: The Tree of Pain
- 2004: W
- 2005: La scène comme tell
- 2008: Le Fil de Destin (The destiny)
- 2008: Les Larmes noires (Black Tears)
- 2008: Safoora
- 2008-2009: Les tristesses d'Iran (Iran's sadness)
- 2009: Momo : la victime d'immigration (Experimental)
- 2009: Arezoo (Experimental)
- 2010: BEH-Rooz
- 2010: Aghajoon
- 2011: Oldies part I
- 2011: Une place sans ciel
- 2011: La Crainte
- 2012: The Black Sky
- 2012: He does n't like me
- 2012: I am Modern (Mockumentary)